# Граф Оксфорд и граф Мортимер
Граф Оксфорд и граф Мортимер (англ. Earl of Oxford and Earl Mortimer), также Граф Оксфорд Мортимер (англ. Earl of Oxford and Earl Mortimer) — дворянский титул в системе пэрства Великобритании, созданный в 1711 году для британского политика Роберта Харли. Одновременно для него был создан титул барона Харли из Вигмора в графстве Херефорд (англ. Baron Harley, of Wigmore), который использовался наследниками в качестве титула учтивости. Титул угас в 1853 году. 
В 1925 году был создан новый титул — «граф Оксфорд и Асквит».

## История
Титул был создан 23 мая 1711 года для британского политика Роберта II Харли (1661—1724). Он был видной фигурой в британской политике и венцом его карьеры стал титул пэра Великобритании. Несмотря на свою уникальную форму, титул был единым: добавка «граф Мортимер» была сделана на случай, если кто-то выскажет претензии на древний титул графа Оксфорда. Одновременно Роберт получил титул барона Харли из Вигмора в графстве Херефорд (англ. Baron Harley, of Wigmore), который использовался его наследниками в качестве титула учтивости.
Титул угас 19 января 1853 года со смертью не оставившего наследников Альфреда Харли, 6-го графа Оксфорд и графа Мортимера.
В 1925 году был создан новый титул — «граф Оксфорд и Асквит», который получил бывший премьер-министр Герберт Генри Асквит. Первоначально для него планировалось воссоздать титул графа Оксфорда, однако после жалобы представителей семьи Харли был найден компромиссный вариант — к титулу была сделана прибавка «Асквит».

## Графы Оксфорд и графы Мортимер

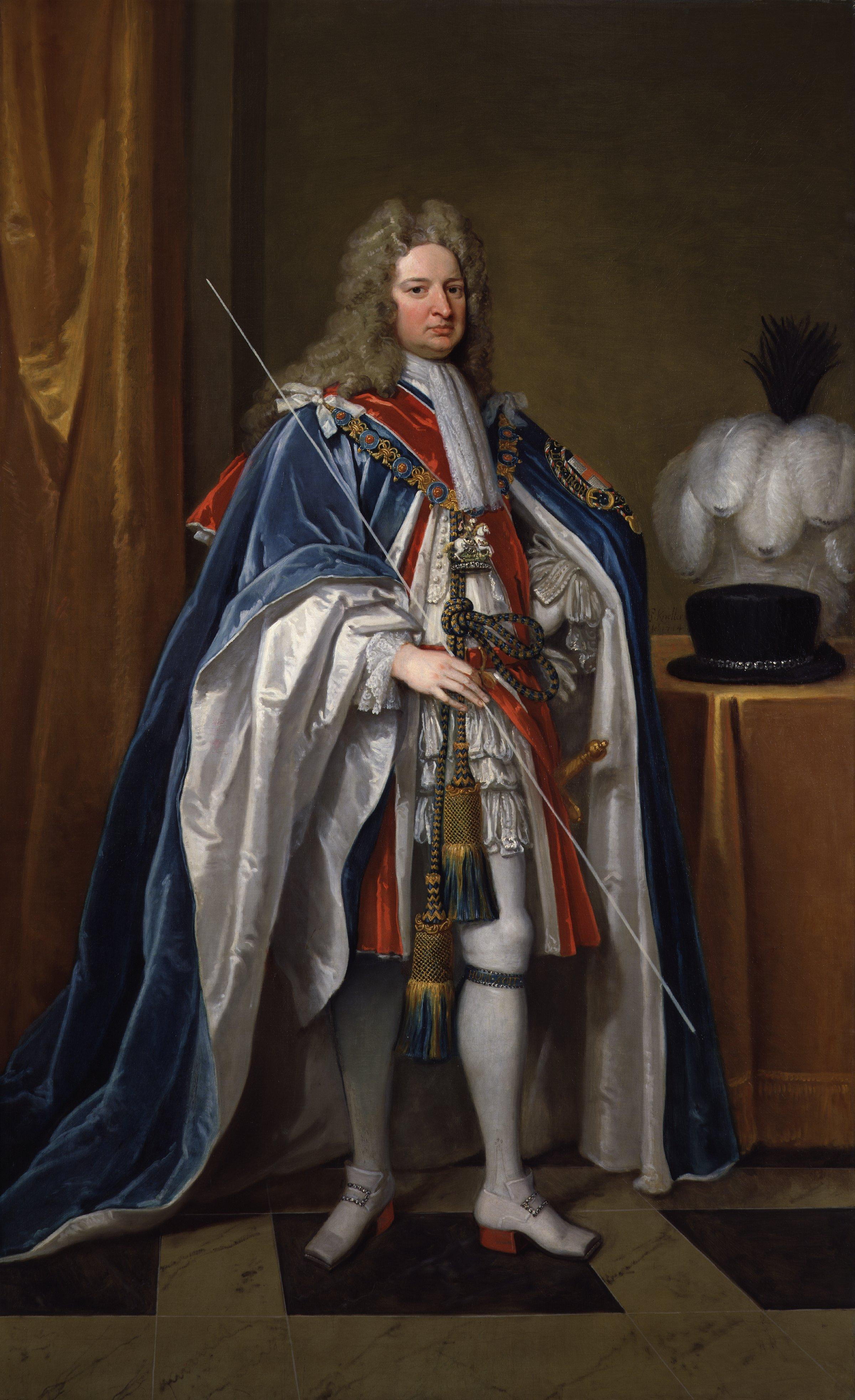
Роберт Харли, 1-й граф Оксфорд и граф Мортимер

- 1711—1724: Роберт Харли (5 декабря 1661 — 21 мая 1724), член парламента Англии от Трегони в 1689—1690 годах, член парламента Англии от Раднора в 1690—1707 годах, член парламента Великобритании в 1707—1711 годах, спикер палаты общин в 1701—1705 годах, граф Оксфорд и граф Мортимер, барон Харли из Вигмора с 1711 года, государственный секретарь Северного департамента в 1704—1708 годах, канцлер казначейства Великобритании в 1710—1711 годах, лорд-казначей в 1711—1714 годах[1][5][6][7].
- 1724—1741: Эдуард Харли (6 июня 1689 — 15 июня 1741), 2-й граф Оксфорд и граф Мортимер, 2-й барон Харли из Вигмора с 1724 года, сын предыдущего[8].
  - 1725: Генри Кавендиш Харли (18 октября 1725 — 22 октября 1725), лорд Харли.
- 1724—1755: Эдуард Харли[англ.] (около 1699 — 11 апреля 1755), 3-й граф Оксфорд и граф Мортимер, 3-й барон Харли из Вигмора с 1724 года, сын Эдуарда Харли[англ.], младшего брата 1-го графа[9].
- 1755—1790: Эдуард Харли[англ.] (2 сентября 1726 — 1790), 4-й граф Оксфорд и граф Мортимер, 4-й барон Харли из Вигмора с 1755 года, сын предыдущего[10].
- 1790—1848: Эдуард Харли[англ.] (20 февраля 1773 — январь 1849), 5-й граф Оксфорд и граф Мортимер, 5-й барон Харли из Вигмора с 1790 года, племянник предыдущего[11].
- 1848—1853: Альфред Харли[англ.] (10 января 1809 – 19 января 1853[3]), 6-й граф Оксфорд и граф Мортимер, 6-й барон Харли из Вигмора с 1848 года, сын предыдущего[12].